# Chartreuse de Maillard
Pour les articles homonymes, voir Chartreuse Notre-Dame (homonymie).
La chartreuse Notre-Dame de Maillard était un ancien monastère ou une grange monastique de Chartreux, au lieu-dit Maillard entre Beautheil et Amillis en Seine-et-Marne.

## Histoire
Une forteresse est élevée sur la motte de Maillard dès le Moyen Âge et détruite pendant la guerre de Cent Ans.
Les Chartreux de Paris, possède en indivision avec la commanderie de Chevru, le fief des « Sommes », situé dans la paroisse de Beautheil, et dont relève la terre et seigneurie de Maillard, qui se trouve dans les environs.
Le domaine est acquis le 22 mai 1487, par les Chartreux de Vauvert-lez-Paris. En 1503, Gérard ou Girard Patin, prieur de la chartreuse de Paris a l’idée de fonder une nouvelle maison sur la propriété de sa communauté. Le chapitre général de 1504 l’y autorise et les constructions sont commencées, mais en 1509 l’évêque de Meaux, Jean de Pierrepont, refuse l’autorisation pour la fondation si les Chartreux ne renoncent pas à l’exemption. Jusqu’en 1559, l’ordre des Chartreux tente d’obtenir de ses successeurs l’autorisation de fondation, toujours en vain. 
Maillard reste donc une simple ferme de la chartreuse de Paris. Seuls quelques moines habitent le lieu jusqu'à la Révolution française. Plusieurs bâtiments sont construits par les Chartreux, notamment la ferme au XVIe siècle, le pigeonnier, la chapelle Saint-Michel, ou l'édifice principal du XVIIIe siècle. 
Le 13 février 1790, l'Assemblée constituante prononce l'abolition des vœux monastiques et la suppression des congrégations religieuses. Déclarés biens nationaux, les bâtiments sont vendus à Félix de Montry, contrôleur général, qui les revend au vicomte Augustin Jules Pinon de Quincy, seigneur de Fresnoy et conservé par ses descendants au moins jusque dans les années 1960.
Le château de Maillard, les fermes et le moulin sont ruinés en 1815 par les cosaques.
Aujourd'hui, l'ancienne chartreuse est réhabilitée en lieu d'hébergement le château de Maillard.
Plusieurs séquences du film de Gabriel Le Bomin, De Gaulle y ont été tournées en juillet 2019.

## Personnalités liées à la chartreuse de Maillard
- Louis de Buse, né à Auxi-le-Château vers 1455. Il devient moine à la chartreuse de Vauvert en 1478, prieur du Mont-Dieu de 1484 à 1494, puis du Liget, et de Villeneuve-lès-Avignon, puis visiteur de l'Ordre. Prieur de la chartreuse de Paris, de 1504 à 1508, et meurt en 1521 à la chartreuse de Maillard[6].